# World Games 2017/Teilnehmer (Vereinigte Staaten)
| Gelbes Symbol für Goldmedaillen mit stilisierten Olympischen Ringen | Graues Symbol für Silbermedaillen mit stilisierten Olympischen Ringen | Braundes Symbol für Bronzemedaillen mit stilisierten Olympischen Ringen |
| ------------------------------------------------------------------- | --------------------------------------------------------------------- | ----------------------------------------------------------------------- |
| 6                                                                   | 11                                                                    | 5                                                                       |

Die Vereinigten Staaten nahmen in Breslau an den World Games 2017 teil. Die US-amerikanische Delegation bestand aus 190 Athleten.

## Medaillengewinner

### Gold
| Name | Sportart         | Wettkampf            |
| --- | ---------------- | -------------------- |
| Bonica Lough | Kraftdreikampf   | Superschwergewicht   |
| Nicolas Batsch | Luftsport        | Swooping             |
| Claire Desmond Georgia Bosscher Sandy Jorgensen Carolyn Finney Anna Nazarov Lien Hoffmann Grant Lindsley Beau Kittredge Nick Stuart George Stubbs Dylan Freechild Jimmy Mickle Chris Kocher                 | Ultimate Frisbee | Mannschaft           |
| Devon Wills Kelly Rabil Katie Schwarzmann Kristen Carr Jen Russell Alyssa Murray Brooke Griffin Taylor Cummings Marie McCool Megan Douty Gussie Johns Ally Carey Rebecca Block Michelle Tumolo Alice Mercer | Lacrosse         | Mannschaft           |
| Paige Howard | Trampolinturnen  | Doppelmini-Trampolin |
| Nicola Butler | Wasserski        | Wakeboard Freestyle  |

### Silber
| Name                         | Sportart          | Wettkampf            |
| ---------------------------- | ----------------- | -------------------- |
| Curtis Bartholomew           | Luftsport         | Swooping             |
| Erika Lang                   | Wasserski         | Wakeboard Freestyle  |
| John Demmer III              | Feldbogenschießen | Blankbogen Einzel    |
| Brady Ellison                | Feldbogenschießen | Recurvebogen Einzel  |
| Kelly Kulick                 | Bowling           | Einzel               |
| Danielle McEwan Kelly Kulick | Bowling           | Doppel               |
| Priscilla Ribic              | Kraftdreikampf    | Schwergewicht        |
| Joseph Cappellino            | Kraftdreikampf    | Superschwergewicht   |
| Trent Sabo                   | Sumō              | Leichtgewicht        |
| Alexander Renkert            | Trampolinturnen   | Doppelmini-Trampolin |
| Austin Nacey                 | Trampolinturnen   | Tumbling             |

### Bronze
| Name | Sportart          | Wettkampf                |
| --- | ----------------- | ------------------------ |
| John Demmer III | Feldbogenschießen | Compoundbogen Einzel     |
| Brady Ellison | Feldbogenschießen | Compoundbogen Mannschaft |
| Omari Boyd | Kickboxen         | K1 81 kg                 |
| Charles Okpoko | Kraftdreikampf    | Leichtgewicht            |
| Liane Blyn | Kraftdreikampf    | Superschwergewicht       |
| Janet Todd | Muay Thai         | 51 kg                    |
| Cody Smith Joe Bergeron Mario Brown Austin Jones Preston Rabb Eric Janeau Zachary Blair Oscar Vazquez-Dyer John van Vliet Randall Jackson-Clemons Mike van Deripe Billy Carlile Dante Cattaneo Giuliano Cattaneo Tyrell Blanks Nick Sweet Cam Countryman Brett Perkins Archie Zaniewski Jabrai Regan Lamar Hall Gary Stevenson John Moorhead Nick Reyna Anthony Benson Dean Battle Davarus Shores Ryan Seaberg TJ Richardson Meechie Eaton Taylor Palmer Zakkary Packard Patrick Fitzgerald Dustin Willingham Triston McCathern Terry Gaitor III | American Football | Mannschaft               |

## Teilnehmer nach Sportarten

### Akrobatik
| Athleten                                      | Wettbewerb | Qualifikation | Qualifikation | Finale        | Finale        | Rang          |
| Athleten                                      | Wettbewerb | Punkte        | Rang          | Punkte        | Rang          | Rang          |
| --------------------------------------------- | ---------- | ------------- | ------------- | ------------- | ------------- | ------------- |
| Frauen                                        |            |               |               |               |               |               |
| Sophie Gruszka Morgan Sweeney Amanda Waterson | Gruppe     | 54.210        | 4             | 27.920        | 4             | 4             |
| Emily Davis Aubrey Rosilier                   | Paar       | 54.210        | 4             | 27.920        | 4             | 4             |
| Mixed                                         |            |               |               |               |               |               |
| Axel Osborne Tiffani Williams                 | Paar       | 52.600        | 5             | ausgeschieden | ausgeschieden | ausgeschieden |

### American Football
| Wettbewerb       | Männer |
| ---------------- | --- |
| Athleten         | Cody Smith Joe Bergeron Mario Brown Austin Jones Preston Rabb Eric Janeau Zachary Blair Oscar Vazquez-Dyer John van Vliet Randall Jackson-Clemons Mike van Deripe Billy Carlile Dante Cattaneo Giuliano Cattaneo Tyrell Blanks Nick Sweet Cam Countryman Brett Perkins Archie Zaniewski Jabrai Regan Lamar Hall Gary Stevenson John Moorhead Nick Reyna Anthony Benson Dean Battle Davarus Shores Ryan Seaberg TJ Richardson Meechie Eaton Taylor Palmer Zakkary Packard Patrick Fitzgerald Dustin Willingham Triston McCathern Terry Gaitor III |
| Trainer          | Rudy Wyland |
| Halbfinale       | Deutschland (13:14) |
| Spiel um Platz 3 | Polen (14:7) |
| Platzierung      | Bronze |

### Billard
| Athleten          | Wettbewerb | Achtelfinale      | Achtelfinale | Viertelfinale  | Viertelfinale | Halbfinale    | Halbfinale    | Finale / Platz 3 | Finale / Platz 3 | Rang          |
| Athleten          | Wettbewerb | Gegner            | Ergebnis     | Gegner         | Ergebnis      | Gegner        | Ergebnis      | Gegner           | Ergebnis         | Rang          |
| ----------------- | ---------- | ----------------- | ------------ | -------------- | ------------- | ------------- | ------------- | ---------------- | ---------------- | ------------- |
| Frauen            |            |                   |              |                |               |               |               |                  |                  |               |
| Monica Webb       | 9-Ball     | Kim Ga-young      | 2:9          | ausgeschieden  | ausgeschieden | ausgeschieden | ausgeschieden | ausgeschieden    | ausgeschieden    | ausgeschieden |
| Jennifer Barretta | Dreiband   | Chen Siming       | 7:9          | ausgeschieden  | ausgeschieden | ausgeschieden | ausgeschieden | ausgeschieden    | ausgeschieden    | ausgeschieden |
| Männer            |            |                   |              |                |               |               |               |                  |                  |               |
| Brandon Shuff     | 9-Ball     | Naoyuki Ōi        | 9:11         | ausgeschieden  | ausgeschieden | ausgeschieden | ausgeschieden | ausgeschieden    | ausgeschieden    | ausgeschieden |
| Shaun Wilkie      | 9-Ball     | David Alcaide     | 2:11         | ausgeschieden  | ausgeschieden | ausgeschieden | ausgeschieden | ausgeschieden    | ausgeschieden    | ausgeschieden |
| Hugo Patino       | Dreiband   | Javier Palazón    | 40:19        | Daniel Sanchez | 32:40         | ausgeschieden | ausgeschieden | ausgeschieden    | ausgeschieden    | ausgeschieden |
| Pedro Piedrabuena | Dreiband   | Mateusz Sniegocki | 40:10        | Marco Zanetti  | 23:40         | ausgeschieden | ausgeschieden | ausgeschieden    | ausgeschieden    | ausgeschieden |

### Boules
| Athleten                    | Wettbewerb   | Vorrunde                                          | Vorrunde | Halbfinale    | Halbfinale    | Finale / Platz 3 | Finale / Platz 3 | Rang          |
| Athleten                    | Wettbewerb   | Gegner                                            | Ergebnis | Gegner        | Ergebnis      | Gegner           | Ergebnis         | Rang          |
| --------------------------- | ------------ | ------------------------------------------------- | -------- | ------------- | ------------- | ---------------- | ---------------- | ------------- |
| Männer                      |              |                                                   |          |               |               |                  |                  |               |
| John Liberto                | Raffa Einzel | abgesagt                                          | abgesagt | abgesagt      | abgesagt      | abgesagt         | abgesagt         | abgesagt      |
| John Liberto Chris Cardello | Raffa Doppel | Philipp Wolfgang / Günther Baur                   | 6:12     | ausgeschieden | ausgeschieden | ausgeschieden    | ausgeschieden    | ausgeschieden |
| John Liberto Chris Cardello | Raffa Doppel | Aldo Bavestrello Sturla / Rodolfo Galvez Monsalve | 9:12     | ausgeschieden | ausgeschieden | ausgeschieden    | ausgeschieden    | ausgeschieden |

### Bowling
| Athleten                     | Wettbewerb | Qualifikation | Qualifikation | Vorrunde                         | Vorrunde | Achtelfinale    | Achtelfinale  | Viertelfinale                   | Viertelfinale | Halbfinale                    | Halbfinale    | Finale                          | Finale        | Rang          |
| Athleten                     | Wettbewerb | Punkte        | Rang          | Gegner                           | Ergebnis | Gegner          | Ergebnis      | Gegner                          | Ergebnis      | Gegner                        | Ergebnis      | Gegner                          | Ergebnis      | Rang          |
| ---------------------------- | ---------- | ------------- | ------------- | -------------------------------- | -------- | --------------- | ------------- | ------------------------------- | ------------- | ----------------------------- | ------------- | ------------------------------- | ------------- | ------------- |
| Frauen                       |            |               |               |                                  |          |                 |               |                                 |               |                               |               |                                 |               |               |
| Kelly Kulick                 | Einzel     | 1402          | 6             | –                                | –        | Danielle McEwan | 2:1           | Birgit Poppler                  | 2:1           | Daria Kovalova                | 2:0           | Laura Beuthner                  | 0:2           | Silber        |
| Danielle McEwan              | Einzel     | 1361          | 11            | –                                | –        | Kelly Kulick    | 1:2           | ausgeschieden                   | ausgeschieden | ausgeschieden                 | ausgeschieden | ausgeschieden                   | ausgeschieden | ausgeschieden |
| Danielle McEwan Kelly Kulick | Doppel     | –             | –             | Mirai Ishimoto / Hikaru Takekawa | 831:940  | –               | –             | Laura Beuthner / Birgit Poppler | 1057:853      | Sandra Gongora / Tannya Lopez | 903:812       | Rocio Restrepo / Clara Guerrero | 874:922       | Silber        |
| Danielle McEwan Kelly Kulick | Doppel     | –             | –             | Eliisa Hiltunen / Sanna Pasanen  | 820:903  | –               | –             | Laura Beuthner / Birgit Poppler | 1057:853      | Sandra Gongora / Tannya Lopez | 903:812       | Rocio Restrepo / Clara Guerrero | 874:922       | Silber        |
| Danielle McEwan Kelly Kulick | Doppel     | –             | –             | Rikke Agerbo / Britt Brøndsted   | 936:870  | –               | –             | Laura Beuthner / Birgit Poppler | 1057:853      | Sandra Gongora / Tannya Lopez | 903:812       | Rocio Restrepo / Clara Guerrero | 874:922       | Silber        |
| Männer                       |            |               |               |                                  |          |                 |               |                                 |               |                               |               |                                 |               |               |
| Tommy Jones                  | Einzel     | 1368          | 13            | –                                | –        | Qi En Kuek      | 2:0           | Youngseon Cho                   | 1:2           | ausgeschieden                 | ausgeschieden | ausgeschieden                   | ausgeschieden | ausgeschieden |
| Marshall Kent                | Einzel     | 1218          | 29            | –                                | –        | ausgeschieden   | ausgeschieden | ausgeschieden                   | ausgeschieden | ausgeschieden                 | ausgeschieden | ausgeschieden                   | ausgeschieden | ausgeschieden |
| Marshall Kent Thommy Jones   | Doppel     | –             | –             | Chin-liang Hsieh / Kun-yi Hung   | 941:888  | –               | –             | Michael Mak / Siu Hong Wu       | 958:972       | ausgeschieden                 | ausgeschieden | ausgeschieden                   | ausgeschieden | ausgeschieden |
| Marshall Kent Thommy Jones   | Doppel     | –             | –             | Andreas Gripp / Tobias Boarding  | 922:910  | –               | –             | Michael Mak / Siu Hong Wu       | 958:972       | ausgeschieden                 | ausgeschieden | ausgeschieden                   | ausgeschieden | ausgeschieden |
| Marshall Kent Thommy Jones   | Doppel     | –             | –             | Andres Gomez / Oscar Rodriguez   | 974:824  | –               | –             | Michael Mak / Siu Hong Wu       | 958:972       | ausgeschieden                 | ausgeschieden | ausgeschieden                   | ausgeschieden | ausgeschieden |

### Feldbogenschießen
| Athleten                | Wettbewerb          | Qualifikation | Qualifikation | Ausscheidungsrunde         | Ausscheidungsrunde | Sechzehntelfinale | Sechzehntelfinale | Achtelfinale     | Achtelfinale  | Viertelfinale                     | Viertelfinale | Halbfinale                        | Halbfinale    | Finale / Platz 3                              | Finale / Platz 3 | Rang          |
| Athleten                | Wettbewerb          | Ringe         | Rang          | Gegner                     | Ergebnis           | Gegner            | Ergebnis          | Gegner           | Ergebnis      | Gegner                            | Ergebnis      | Gegner                            | Ergebnis      | Gegner                                        | Ergebnis         | Rang          |
| ----------------------- | ------------------- | ------------- | ------------- | -------------------------- | ------------------ | ----------------- | ----------------- | ---------------- | ------------- | --------------------------------- | ------------- | --------------------------------- | ------------- | --------------------------------------------- | ---------------- | ------------- |
| Frauen                  |                     |               |               |                            |                    |                   |                   |                  |               |                                   |               |                                   |               |                                               |                  |               |
| Jenifer Stoner          | Blankbogen          | 292           | 8             | Miyuki Maruyama            | 74:59              | ausgeschieden     | ausgeschieden     | ausgeschieden    | ausgeschieden | ausgeschieden                     | ausgeschieden | ausgeschieden                     | ausgeschieden | ausgeschieden                                 | ausgeschieden    | ausgeschieden |
| Jenifer Stoner          | Blankbogen          | 292           | 8             | Chantal Porte              | 67:79              | ausgeschieden     | ausgeschieden     | ausgeschieden    | ausgeschieden | ausgeschieden                     | ausgeschieden | ausgeschieden                     | ausgeschieden | ausgeschieden                                 | ausgeschieden    | ausgeschieden |
| Cassidy Cox             | Compoundbogen       | 696           | 7             | –                          | –                  | –                 | –                 | Aya Cojuangco    | 145:140       | Christie Colin                    | 142:146       | ausgeschieden                     | ausgeschieden | ausgeschieden                                 | ausgeschieden    | ausgeschieden |
| Christie Colin          | Compoundbogen       | 687           | 15            | –                          | –                  | Nancy Elgibily    | 143:140           | Sarah Sønnichsen | 145:144       | Cassidy Cox                       | 146:142       | Toja Ellison                      | 135:140       | Platz 3: Aleksandra Savenkova                 | 137:137          | Bronze        |
| Heather Koehl           | Recurvebogen        | 323           | 8             | Jindřiška Vanečková        | 74:85              | ausgeschieden     | ausgeschieden     | ausgeschieden    | ausgeschieden | ausgeschieden                     | ausgeschieden | ausgeschieden                     | ausgeschieden | ausgeschieden                                 | ausgeschieden    | ausgeschieden |
| Natalia Lesniak         | Recurvebogen        | 315           | 10            | Joanna Rzasa               | 69:80              | ausgeschieden     | ausgeschieden     | ausgeschieden    | ausgeschieden | ausgeschieden                     | ausgeschieden | ausgeschieden                     | ausgeschieden | ausgeschieden                                 | ausgeschieden    | ausgeschieden |
| Männer                  |                     |               |               |                            |                    |                   |                   |                  |               |                                   |               |                                   |               |                                               |                  |               |
| John Demmer III         | Blankbogen          | 339           | 6             | Pasi Ahjokivi              | 81:75              | ausgeschieden     | ausgeschieden     | ausgeschieden    | ausgeschieden | ausgeschieden                     | ausgeschieden | ausgeschieden                     | ausgeschieden | ausgeschieden                                 | ausgeschieden    | ausgeschieden |
| John Demmer III         | Blankbogen          | 339           | 6             | Giuseppe Seimandi          | 79:76              | –                 | –                 | –                | –             | –                                 | –             | Martin Ottosson                   | 52:45         | Istvan Kakas                                  | 51:54            | Silber        |
| Reo Wilde               | Compoundbogen       | 706           | 8             | –                          | –                  | –                 | –                 | Rodolfo Gonzalez | 148:46        | Stephan Hansen                    | 148:150       | ausgeschieden                     | ausgeschieden | ausgeschieden                                 | ausgeschieden    | ausgeschieden |
| Kris Schaff             | Compoundbogen       | 708           | 4             | –                          | –                  | –                 | –                 | Martin Damsbo    | 145:145       | ausgeschieden                     | ausgeschieden | ausgeschieden                     | ausgeschieden | ausgeschieden                                 | ausgeschieden    | ausgeschieden |
| Brady Ellison           | Recurvebogen        | 395           | 1             | Exhibition: Amedeo Tonelli | 94:95              | –                 | –                 | –                | –             | –                                 | –             | Wataru Oonuki                     | 65:55         | Amedeo Tonelli                                | 58:61            | Silber        |
| Vic Wunderle            | Recurvebogen        | 355           | 7             | Jean-Charles Valladont     | 86:93              | ausgeschieden     | ausgeschieden     | ausgeschieden    | ausgeschieden | ausgeschieden                     | ausgeschieden | ausgeschieden                     | ausgeschieden | ausgeschieden                                 | ausgeschieden    | ausgeschieden |
| Mixed                   |                     |               |               |                            |                    |                   |                   |                  |               |                                   |               |                                   |               |                                               |                  |               |
| Cassidy Cox Kris Schaff | Compound Mannschaft | –             | –             | –                          | –                  | –                 | –                 | –                | –             | Dominique Genet / Amelie Sancenot | 157:153       | Stephan Hansen / Sarah Sønnichsen | 147:153       | Platz 3: Camilo Cardona Montanez / Sara Lopez | 154:151          | Bronze        |

### Indoor-Rudern
| Athleten       | Wettbewerb                  | Zeit       | Rang |
| -------------- | --------------------------- | ---------- | ---- |
| Frauen         |                             |            |      |
| Morgan McGrath | 500 m Offene Gewichtsklasse | 1:34,5 min | 5    |
| Männer         |                             |            |      |
| Andrew Neils   | 2000 m Leichtgewicht        | 6:28,4 min | 6    |

### Inlinehockey
| Wettbewerb       | Männer |
| ---------------- | --- |
| Athleten         | Dustin Roux Eugene Gsell Tristan Gonzalez Mitchell Hardin Thomas McCollum Jackson Faught Matthew Sarvak Thomas Bruce Andrew Cripps Kyle Novak Brandon Hawkins Jonathan Mosenson Jalen Krogman Christopher Kendall |
| Gruppenphase     | Kanada 1:7 Polen 10:0 Tschechien 3:2 |
| Spiel um Platz 5 | Italien 6:4 |
| Platzierung      | 5 |

### Inline-Speedskating

#### Bahn
| Athleten     | Wettbewerb           | Qualifikation | Qualifikation | Viertelfinale | Viertelfinale | Halbfinale    | Halbfinale    | Finale           | Finale           | Rang             |
| Athleten     | Wettbewerb           | Zeit          | Rang          | Zeit          | Rang          | Zeit          | Rang          | Zeit/Punkte      | Rang             | Rang             |
| ------------ | -------------------- | ------------- | ------------- | ------------- | ------------- | ------------- | ------------- | ---------------- | ---------------- | ---------------- |
| Frauen       |                      |               |               |               |               |               |               |                  |                  |                  |
| Erin Jackson | 300 m Zeitfahren     | 27,019 s      | 6             | –             | –             | –             | –             | 27,183 s         | 9                | 9                |
| Erin Jackson | 500 m Sprint         | –             | –             | 44,281 s      | 2             | ausgeschieden | ausgeschieden | ausgeschieden    | ausgeschieden    | ausgeschieden    |
| Erin Jackson | 1000 m Sprint        | –             | –             | 1:30,179 min  | 12            | ausgeschieden | ausgeschieden | ausgeschieden    | ausgeschieden    | ausgeschieden    |
| Erin Jackson | 10000 m Punkterennen | –             | –             | –             | –             | –             | –             | nicht angetreten | nicht angetreten | nicht angetreten |
| Erin Jackson | 15000 m Rennen       | –             | –             | –             | –             | –             | –             | ausgeschieden    | ausgeschieden    | ausgeschieden    |

#### Straße
| Athleten      | Wettbewerb           | Qualifikation    | Qualifikation    | Viertelfinale    | Viertelfinale    | Halbfinale       | Halbfinale       | Finale           | Finale           | Rang             |
| Athleten      | Wettbewerb           | Zeit             | Rang             | Zeit             | Rang             | Zeit             | Rang             | Zeit/Punkte      | Rang             | Rang             |
| ------------- | -------------------- | ---------------- | ---------------- | ---------------- | ---------------- | ---------------- | ---------------- | ---------------- | ---------------- | ---------------- |
| Frauen        |                      |                  |                  |                  |                  |                  |                  |                  |                  |                  |
| Erin Jackson  | 200 m Zeitfahren     | 19,748 s         | 12               | –                | –                | –                | –                | 19,315 s         | 6                | 6                |
| Erin Jackson  | 500 m Sprint         | 58,635 s         | 2                | 48,941 s         | 4                | ausgeschieden    | ausgeschieden    | ausgeschieden    | ausgeschieden    | ausgeschieden    |
| Darian O’Neil | 500 m Sprint         | nicht angetreten | nicht angetreten | nicht angetreten | nicht angetreten | nicht angetreten | nicht angetreten | nicht angetreten | nicht angetreten | nicht angetreten |
| Darian O’Neil | 10000 m Punkterennen | –                | –                | –                | –                | –                | –                | 0 Punkte         | 12               | 12               |
| Erin Jackson  | 10000 m Punkterennen | –                | –                | –                | –                | –                | –                | nicht angetreten | nicht angetreten | nicht angetreten |
| Erin Jackson  | 20000 m Rennen       | –                | –                | –                | –                | –                | –                | ausgeschieden    | ausgeschieden    | ausgeschieden    |
| Darian O’Neil | 20000 m Rennen       | –                | –                | –                | –                | –                | –                | ausgeschieden    | ausgeschieden    | ausgeschieden    |

### Karate
| Athleten       | Wettbewerb   | Vorrunde         | Vorrunde | Vorrunde         | Vorrunde | Vorrunde          | Vorrunde | Halbfinale         | Halbfinale | Finale / Platz 3            | Finale / Platz 3 | Rang |
| Athleten       | Wettbewerb   | Gegner           | Ergebnis | Gegner           | Ergebnis | Gegner            | Ergebnis | Gegner             | Ergebnis   | Gegner                      | Ergebnis         | Rang |
| -------------- | ------------ | ---------------- | -------- | ---------------- | -------- | ----------------- | -------- | ------------------ | ---------- | --------------------------- | ---------------- | ---- |
| Frauen         |              |                  |          |                  |          |                   |          |                    |            |                             |                  |      |
| Sakura Kokumai | Kata         | Sandy Scordo     | 2:3      | Olga Chmielewska | 5:0      | Alexandrea Anacan | 5:0      | Kiyou Shimizu      | 0:5        | Platz 3: Sandy Scordo       | 0:5              | 4    |
| Männer         |              |                  |          |                  |          |                   |          |                    |            |                             |                  |      |
| Thomas Scott   | Kumite 75 kg | Stanislav Horuna | 1:6      | Yermek Ainazarov | 0:4      | Maciej Bouszewski | 3:1      | Aliasghar Asiabari | 0:9        | Platz 3: Hernanit Verissimo | 0:2              | 4    |

### Kickboxen
| Athleten      | Wettbewerb | Viertelfinale      | Viertelfinale       | Halbfinale        | Halbfinale    | Finale / Platz 3          | Finale / Platz 3    | Rang          |
| Athleten      | Wettbewerb | Gegner             | Ergebnis            | Gegner            | Ergebnis      | Gegner                    | Ergebnis            | Rang          |
| ------------- | ---------- | ------------------ | ------------------- | ----------------- | ------------- | ------------------------- | ------------------- | ------------- |
| Frauen        |            |                    |                     |                   |               |                           |                     |               |
| Ashley Acord  | K1 52 kg   | Monika Chochliková | 1:2                 | ausgeschieden     | ausgeschieden | ausgeschieden             | ausgeschieden       | ausgeschieden |
| Kaitlin Young | K1 65 kg   | Baraah Al-Absi     | Sieg durch KO       | Sarel de Jong     | 0:3           | Platz 3: Veronika Cmarova | 0:3                 | 4             |
| Männer        |            |                    |                     |                   |               |                           |                     |               |
| Omari Boyd    | K1 81 kg   | Veejaye Agathe     | 3:0                 | Aleksandar Petrov | 0:3           | Arkadiusz Kaszuba         | Sieg durch Walkover | Bronze        |
| Jerome Ward   | K1 86 kg   | Dawid Kasperski    | Niederlage durch KO | ausgeschieden     | ausgeschieden | ausgeschieden             | ausgeschieden       | ausgeschieden |

### Kraftdreikampf
| Athleten          | Wettbewerb         | Kniebeugen (kg) | Bankdrücken (kg) | Kreuzheben (kg) | Gesamt (kg)     | Punkte          | Rang            |
| ----------------- | ------------------ | --------------- | ---------------- | --------------- | --------------- | --------------- | --------------- |
| Frauen            |                    |                 |                  |                 |                 |                 |                 |
| Priscilla Ribic   | Schwergewicht      | 235,0           | 160,0            | 240,0           | 635,0           | 632,08          | Silber          |
| Bonica Lough      | Superschwergewicht | 310,5           | 170,0            | 205,0           | 763,0           | 763,0           | Gold            |
| Liane Blyn        | Superschwergewicht | 242,5           | 182,5            | 217,5           | 642,5           | 590,07          | Bronze          |
| Männer            |                    |                 |                  |                 |                 |                 |                 |
| Charles Okpoko    | Leichtgewicht      | 312,5           | 200,0            | 257,5           | 770,0           | 608,99          | Bronze          |
| Paul Douglas      | Mittelgewicht      | 357,5           | 222,5            | 310,0           | 890,0           | 595,05          | 6               |
| Ian Bell          | Schwergewicht      | 357,5           | 230,0            | 371,0           | 958,5           | 603,18          | 5               |
| Charles Conner    | Schwergewicht      | 382,5           | 312,5            | 280,0           | 975,0           | 586,37          | 9               |
| Joseph Cappellino | Superschwergewicht | 440,0           | 350,0            | 335,0           | 1125,0          | 613,13          | Silber          |
| Blaine Summer     | Superschwergewicht | disqualifiziert | disqualifiziert  | disqualifiziert | disqualifiziert | disqualifiziert | disqualifiziert |

### Lacrosse
| Wettbewerb   | Frauen |
| ------------ | --- |
| Athleten     | Devon Wills Kelly Rabil Katie Schwarzmann Kristen Carr Jen Russell Alyssa Murray Brooke Griffin Taylor Cummings Marie McCool Megan Douty Gussie Johns Ally Carey Rebecca Block Michelle Tumolo Alice Mercer |
| Gruppenphase | Polen 20:0 Großbritannien 14:6 |
| Halbfinale   | Großbritannien 18:5 |
| Finale       | Kanada 11:8 |
| Platzierung  | Gold |

### Luftsport
| Athleten            | Wettbewerb     | Runde 1 | Runde 2 | Runde 3 | Runde 4 | Runde 5 | Runde 6 | Runde 7 | Runde 8 | Runde 9 | Runde 10 | Runde 11 | Runde 12 | Gesamt  | Rang   |
| ------------------- | -------------- | ------- | ------- | ------- | ------- | ------- | ------- | ------- | ------- | ------- | -------- | -------- | -------- | ------- | ------ |
| Männer              |                |         |         |         |         |         |         |         |         |         |          |          |          |         |        |
| Eric Lentz-Gauthier | Segelkunstflug | 2202,20 | 1780,70 | 1521,20 | 3144,00 | –       | –       | –       | –       | –       | –        | –        | –        | 8642,60 | 6      |
| Mixed               |                |         |         |         |         |         |         |         |         |         |          |          |          |         |        |
| Curtis Bartholomew  | Swooping       | 7       | 34      | 9       | 4       | 4       | 12      | 21      | 2       | 1       | 2        | 1        | 5        | 71.000  | Silber |
| Jeannie Bartholomew | Swooping       | 20      | 16      | 14      | 15      | 25      | 21      | 4       | 25      | 14      | 12       | 5        | 20       | 196.000 | 12     |
| Nicolas Batsch      | Swooping       | 4       | 32      | 7       | 6       | 9       | 1       | 1       | 4       | 2       | 1        | 2        | 12       | 54.000  | Gold   |
| Albert Berchtold    | Swooping       | 10      | 25      | 35      | 32      | 12      | 13      | 12      | 19      | 23      | 16       | 25       | 10       | 219.000 | 16     |
| Ian Bobo            | Swooping       | 30      | 1       | 18      | 8       | 21      | 25      | 28      | 8       | 21      | 11       | 26       | 35       | 265.000 | 26     |
| Paul Rodriguez      | Swooping       | 3       | 14      | 2       | 2       | 34      | 1       | 21      | 1       | 6       | 5        | 19       | 3        | 104.000 | 6      |
| Matthew Shull       | Swooping       | 14      | 22      | 4       | 34      | 16      | 13      | 19      | 28      | 31      | 18       | 14       | 8        | 203.000 | 15     |
| Greg Windmiller     | Swooping       | 5       | 29      | 4       | 10      | 20      | 13      | 3       | 9       | 3       | 8        | 4        | 13       | 100.000 | 5      |

### Muay Thai
| Athleten   | Wettbewerb | Viertelfinale      | Viertelfinale | Halbfinale    | Halbfinale   | Finale / Platz 3    | Finale / Platz 3          | Rang   |
| Athleten   | Wettbewerb | Gegner             | Ergebnis      | Gegner        | Ergebnis     | Gegner              | Ergebnis                  | Rang   |
| ---------- | ---------- | ------------------ | ------------- | ------------- | ------------ | ------------------- | ------------------------- | ------ |
| Frauen     |            |                    |               |               |              |                     |                           |        |
| Janet Todd | 51 kg      | Meriem El Moubarik | 29:28         | Apasara Koson | 27:30        | Gabriela Kuzawinska | 20:18 RSC-OC              | Bronze |
| Männer     |            |                    |               |               |              |                     |                           |        |
| Troy Jones | 75 kg      | Johane Beausejour  | 29:28         | Vital Hurkou  | 18:20 RSC-OC | Ivan Grigorev       | Niederlage durch Walkover | 4      |

RSC-OC = Referee Stopping Contest – Out Class

### Rhythmische Sportgymnastik
| Athleten   | Wettbewerb | Qualifikation | Qualifikation | Finale        | Finale        | Rang          |
| Athleten   | Wettbewerb | Punkte        | Rang          | Punkte        | Rang          | Rang          |
| ---------- | ---------- | ------------- | ------------- | ------------- | ------------- | ------------- |
| Frauen     |            |               |               |               |               |               |
| Laura Zeng | Ball       | 16.200        | 8             | 15.350        | 7             | 7             |
| Laura Zeng | Kegel      | 16.500        | 4             | 16.000        | 5             | 5             |
| Laura Zeng | Reifen     | 14.900        | 14            | ausgeschieden | ausgeschieden | ausgeschieden |
| Laura Zeng | Schleife   | 15.025        | 5             | 15.200        | 7             | 7             |

### Rollschuhkunstlauf
| Athleten                         | Wettbewerb | Short Programm / Style Dance | Long Programm / Free Dance | Rang |
| -------------------------------- | ---------- | ---------------------------- | -------------------------- | ---- |
| Frauen                           |            |                              |                            |      |
| Courtney Donovan                 | Frei       | 74.000                       | 281.600                    | 8    |
| Männer                           |            |                              |                            |      |
| John Burchfield                  | Frei       | 75.900                       | 314.400                    | 6    |
| Mixed                            |            |                              |                            |      |
| Mikenzie Bradshaw Anthony Deluca | Tanz       | 77.100                       | 161.900                    | 4    |

### Sportklettern
| Athleten         | Wettbewerb             | Qualifikation | Qualifikation | Finale          | Finale        | Rang          | Rang          | Rang          | Rang          | Rang          |
| Athleten         | Wettbewerb             | Ergebnis      | Rang          | Ergebnis        | Rang          | Rang          | Rang          | Rang          | Rang          | Rang          |
| ---------------- | ---------------------- | ------------- | ------------- | --------------- | ------------- | ------------- | ------------- | ------------- | ------------- | ------------- |
| Frauen           |                        |               |               |                 |               |               |               |               |               |               |
| Margo Hayes      | Bouldern               | 2t3 4b22      | 4             | 0t 2b11         | 6             | 6             | 6             | 6             | 6             | 6             |
| Margo Hayes      | Schwierigkeitsklettern | 9.00          | 9             | ausgeschieden   | ausgeschieden | ausgeschieden | ausgeschieden | ausgeschieden | ausgeschieden | ausgeschieden |
| Claire Buhrfeind | Schwierigkeitsklettern | 6.50          | 6             | 8.00            | 8             | 8             | 8             | 8             | 8             | 8             |
| Athleten         | Wettbewerb             | Qualifikation | Qualifikation | Viertelfinale   | Viertelfinale | Halbfinale    | Halbfinale    | Finale        | Finale        | Rang          |
| Athleten         | Wettbewerb             | Ergebnis      | Rang          | Gegner          | Ergebnis      | Gegner        | Ergebnis      | Gegner        | Ergebnis      | Rang          |
| Männer           |                        |               |               |                 |               |               |               |               |               |               |
| John Brosler     | Speedklettern          | 6.10          | 8             | Danyil Boldyrev | 6.58:6.10     | ausgeschieden | ausgeschieden | ausgeschieden | ausgeschieden | ausgeschieden |

### Sumō
| Athleten          | Wettbewerb    | 1. Runde               | 1. Runde | 2. Runde                   | 2. Runde      | Achtelfinale                     | Achtelfinale  | Viertelfinale          | Viertelfinale | Halbfinale          | Halbfinale    | Finale/Platz 3 | Finale/Platz 3 | Rang          |
| Athleten          | Wettbewerb    | Gegner                 | Ergebnis | Gegner                     | Ergebnis      | Gegner                           | Ergebnis      | Gegner                 | Ergebnis      | Gegner              | Ergebnis      | Gegner         | Ergebnis       | Rang          |
| ----------------- | ------------- | ---------------------- | -------- | -------------------------- | ------------- | -------------------------------- | ------------- | ---------------------- | ------------- | ------------------- | ------------- | -------------- | -------------- | ------------- |
| Frauen            |               |                        |          |                            |               |                                  |               |                        |               |                     |               |                |                |               |
| Jenelle Hamilton  | Leichtgewicht | –                      | –        | –                          | –             | Rikke Juell Bugge                | verloren      | ausgeschieden          | ausgeschieden | ausgeschieden       | ausgeschieden | ausgeschieden  | ausgeschieden  | ausgeschieden |
| Janna van Witbeck | Leichtgewicht | –                      | –        | –                          | –             | Aleksandra Rozum                 | verloren      | ausgeschieden          | ausgeschieden | ausgeschieden       | ausgeschieden | ausgeschieden  | ausgeschieden  | ausgeschieden |
| Sonya del Gallego | Mittelgewicht | –                      | –        | –                          | –             | Juliana de Paula Medeiros        | verloren      | ausgeschieden          | ausgeschieden | ausgeschieden       | ausgeschieden | ausgeschieden  | ausgeschieden  | ausgeschieden |
| Natalie Burns     | Schwergewicht | –                      | –        | –                          | –             | Yuka Ueta                        | verloren      | ausgeschieden          | ausgeschieden | ausgeschieden       | ausgeschieden | ausgeschieden  | ausgeschieden  | ausgeschieden |
| Natalie Burns     | Offene Klasse | Undrakhzaya Nyamsuren  | verloren | ausgeschieden              | ausgeschieden | ausgeschieden                    | ausgeschieden | ausgeschieden          | ausgeschieden | ausgeschieden       | ausgeschieden | ausgeschieden  | ausgeschieden  | ausgeschieden |
| Sonya del Gallego | Offene Klasse | Maryna Maksymenko      | gewonnen | Olga Daydko                | verloren      | ausgeschieden                    | ausgeschieden | ausgeschieden          | ausgeschieden | ausgeschieden       | ausgeschieden | ausgeschieden  | ausgeschieden  | ausgeschieden |
| Janna van Witbeck | Offene Klasse | –                      | –        | Jagoda Mazurek             | verloren      | ausgeschieden                    | ausgeschieden | ausgeschieden          | ausgeschieden | ausgeschieden       | ausgeschieden | ausgeschieden  | ausgeschieden  | ausgeschieden |
| Jenelle Hamilton  | Offene Klasse | Fruzsina Forgo         | verloren | ausgeschieden              | ausgeschieden | ausgeschieden                    | ausgeschieden | ausgeschieden          | ausgeschieden | ausgeschieden       | ausgeschieden | ausgeschieden  | ausgeschieden  | ausgeschieden |
| Männer            |               |                        |          |                            |               |                                  |               |                        |               |                     |               |                |                |               |
| Sabo Trent        | Leichtgewicht | –                      | –        | –                          | –             | Fathy Abouelrokb                 | gewonnen      | Isao Shibaoka          | gewonnen      | Konstiantyn Bulatov | gewonnen      | Batyr Altyev   | verloren       | Silber        |
| Andrew Freund     | Leichtgewicht | –                      | –        | –                          | –             | Abdelrahman Elsefy               | verloren      | ausgeschieden          | ausgeschieden | ausgeschieden       | ausgeschieden | ausgeschieden  | ausgeschieden  | ausgeschieden |
| Andrew Freund     | Leichtgewicht | –                      | –        | –                          | –             | Repechage Joel Kindred           | verloren      | ausgeschieden          | ausgeschieden | ausgeschieden       | ausgeschieden | ausgeschieden  | ausgeschieden  | ausgeschieden |
| Runyan Colton     | Mittelgewicht | –                      | –        | –                          | –             | Daniel Bazzana                   | gewonnen      | Atsamaz Kaziev         | verloren      | ausgeschieden       | ausgeschieden | ausgeschieden  | ausgeschieden  | ausgeschieden |
| Runyan Colton     | Mittelgewicht | –                      | –        | –                          | –             | Daniel Bazzana                   | gewonnen      | Repechage Walter Rivas | verloren      | ausgeschieden       | ausgeschieden | ausgeschieden  | ausgeschieden  | ausgeschieden |
| Kena Heffernan    | Mittelgewicht | –                      | –        | –                          | –             | Misbah Hossam                    | verloren      | ausgeschieden          | ausgeschieden | ausgeschieden       | ausgeschieden | ausgeschieden  | ausgeschieden  | ausgeschieden |
| Kena Heffernan    | Mittelgewicht | –                      | –        | –                          | –             | Repechage Giorgi Meshvildishvili | verloren      | ausgeschieden          | ausgeschieden | ausgeschieden       | ausgeschieden | ausgeschieden  | ausgeschieden  | ausgeschieden |
| Mark Lawrence     | Schwergewicht | –                      | –        | –                          | –             | Ramy Belal                       | verloren      | ausgeschieden          | ausgeschieden | ausgeschieden       | ausgeschieden | ausgeschieden  | ausgeschieden  | ausgeschieden |
| Mark Lawrence     | Schwergewicht | –                      | –        | –                          | –             | Repechage Avtandil Tsertsvadze   | verloren      | ausgeschieden          | ausgeschieden | ausgeschieden       | ausgeschieden | ausgeschieden  | ausgeschieden  | ausgeschieden |
| Michael Wietecha  | Schwergewicht | –                      | –        | –                          | –             | Ibrahim Abdellatif               | gewonnen      | ausgeschieden          | ausgeschieden | ausgeschieden       | ausgeschieden | ausgeschieden  | ausgeschieden  | ausgeschieden |
| Michael Wietecha  | Schwergewicht | –                      | –        | –                          | –             | Jacek Piersiak                   | verloren      | ausgeschieden          | ausgeschieden | ausgeschieden       | ausgeschieden | ausgeschieden  | ausgeschieden  | ausgeschieden |
| Andrew Freund     | Offene Klasse | Daniel Bazzana         | verloren | ausgeschieden              | ausgeschieden | ausgeschieden                    | ausgeschieden | ausgeschieden          | ausgeschieden | ausgeschieden       | ausgeschieden | ausgeschieden  | ausgeschieden  | ausgeschieden |
| Kena Heffernan    | Offene Klasse | Walter Rivas           | gewonnen | Fathy Abouelrokb           | gewonnen      | Usukhbayar Ochirkhuu             | verloren      | ausgeschieden          | ausgeschieden | ausgeschieden       | ausgeschieden | ausgeschieden  | ausgeschieden  | ausgeschieden |
| Mark Lawrence     | Offene Klasse | Giorgi Meshvildishvili | gewonnen | Byambajav Bulambayar       | gewonnen      | Hayato Miwa                      | verloren      | ausgeschieden          | ausgeschieden | ausgeschieden       | ausgeschieden | ausgeschieden  | ausgeschieden  | ausgeschieden |
| Mark Lawrence     | Offene Klasse | Giorgi Meshvildishvili | gewonnen | Repechage Mykola Kozhukhov | verloren      | Hayato Miwa                      | verloren      | ausgeschieden          | ausgeschieden | ausgeschieden       | ausgeschieden | ausgeschieden  | ausgeschieden  | ausgeschieden |
| Michael Wietecha  | Offene Klasse | Egohn Tivoli           | verloren | ausgeschieden              | ausgeschieden | ausgeschieden                    | ausgeschieden | ausgeschieden          | ausgeschieden | ausgeschieden       | ausgeschieden | ausgeschieden  | ausgeschieden  | ausgeschieden |
| Colton Runyan     | Offene Klasse | Oleksandr Veresiuk     | verloren | ausgeschieden              | ausgeschieden | ausgeschieden                    | ausgeschieden | ausgeschieden          | ausgeschieden | ausgeschieden       | ausgeschieden | ausgeschieden  | ausgeschieden  | ausgeschieden |
| Sabo Trent        | Offene Klasse | –                      | –        | Atsamaz Kaziev             | verloren      | ausgeschieden                    | ausgeschieden | ausgeschieden          | ausgeschieden | ausgeschieden       | ausgeschieden | ausgeschieden  | ausgeschieden  | ausgeschieden |

### Tanzen

#### Standard Tänze
| Athleten                     | 1. Runde | 1. Runde | 1. Runde      | 1. Runde     | 1. Runde  | Redance | Redance | Redance       | Redance      | Redance   | Finale        | Finale        | Finale        | Finale        | Finale        | Rang |
| Athleten                     | Walzer   | Tango    | Wiener Walzer | Slow Foxtrot | Quickstep | Walzer  | Tango   | Wiener Walzer | Slow Foxtrot | Quickstep | Walzer        | Tango         | Wiener Walzer | Slow Foxtrot  | Quickstep     | Rang |
| ---------------------------- | -------- | -------- | ------------- | ------------ | --------- | ------- | ------- | ------------- | ------------ | --------- | ------------- | ------------- | ------------- | ------------- | ------------- | ---- |
| Paar                         |          |          |               |              |           |         |         |               |              |           |               |               |               |               |               |      |
| Vashti Reed Earle Williamson | 18       | 17       | 18            | 16           | 15        | 6       | 6       | 6             | 5            | 4         | ausgeschieden | ausgeschieden | ausgeschieden | ausgeschieden | ausgeschieden | 16   |

#### Latein Tänze
| Athleten                     | 1. Runde | 1. Runde    | 1. Runde | 1. Runde   | 1. Runde | Redance | Redance     | Redance | Redance    | Redance | Finale        | Finale        | Finale        | Finale        | Finale        | Rang |
| Athleten                     | Samba    | Cha Cha Cha | Rumba    | Paso Doble | Jive     | Samba   | Cha Cha Cha | Rumba   | Paso Doble | Jive    | Samba         | Cha Cha Cha   | Rumba         | Paso Doble    | Jive          | Rang |
| ---------------------------- | -------- | ----------- | -------- | ---------- | -------- | ------- | ----------- | ------- | ---------- | ------- | ------------- | ------------- | ------------- | ------------- | ------------- | ---- |
| Paar                         |          |             |          |            |          |         |             |         |            |         |               |               |               |               |               |      |
| Zoe Zimmermann Dillon Lehman | 21       | 19          | 21       | 22         | 21       | 11      | 11          | 11      | 11         | 13      | ausgeschieden | ausgeschieden | ausgeschieden | ausgeschieden | ausgeschieden | 21   |

#### Salsa
| Athleten                   | 1. Runde | 1. Runde | Redance | Redance | Halbfinale    | Halbfinale    | Finale        | Finale        | Rang |
| Athleten                   | Punkte   | Rang     | Punkte  | Rang    | Punkte        | Rang          | Punkte        | Rang          | Rang |
| -------------------------- | -------- | -------- | ------- | ------- | ------------- | ------------- | ------------- | ------------- | ---- |
| Paar                       |          |          |         |         |               |               |               |               |      |
| Brianna Rios Luis Santiago | 28,67    | 8        | 28,67   | 3       | ausgeschieden | ausgeschieden | ausgeschieden | ausgeschieden | 9    |

### Trampolinturnen
| Athleten                            | Wettbewerb       | Qualifikation | Qualifikation | Finale   | Finale | Rang   |
| Athleten                            | Wettbewerb       | Ergebnis      | Rang          | Ergebnis | Rang   | Rang   |
| ----------------------------------- | ---------------- | ------------- | ------------- | -------- | ------ | ------ |
| Frauen                              |                  |               |               |          |        |        |
| Paige Howard                        | Doppelmini       | 67.900        | 3             | 71.400   | 1      | Gold   |
| Rachel Thevenot                     | Tumbling         | 64.700        | 4             | 56.800   | 8      | 8      |
| Clare Johnson Nicole Ahsinger       | Synchronspringen | 87.600        | 3             | 13.900   | 6      | 6      |
| Männer                              |                  |               |               |          |        |        |
| Alexander Renkert                   | Doppelmini       | 71.400        | 4             | 73.700   | 2      | Silber |
| Austin Nacey                        | Tumbling         | 71.300        | 6             | 73.300   | 2      | Silber |
| Aliaksei Shostak Jeffrey Gluckstein | Synchronspringen | 57.000        | 8             | 49.150   | 5      | 5      |

### Ultimate Frisbee
| Wettbewerb   | Mixed |
| ------------ | --- |
| Athleten     | Claire Desmond Georgia Bosscher Sandy Jorgensen Carolyn Finney Anna Nazarov Lien Hoffmann Grant Lindsley Beau Kittredge Nick Stuart George Stubbs Dylan Freechild Jimmy Mickle Chris Kocher |
| Gruppenphase | Kolumbien 12:13 Kanada 13:10 Australien 13:7 Japan 13:7 Polen ausgefallen |
| Finale       | Kolumbien 13:7 |
| Platzierung  | Gold |

### Unihockey
| Wettbewerb       | Männer |
| ---------------- | --- |
| Athleten         | Alexander Miller Keven Glanzmann Stefan Zimmermann Alexander McVey Terence Frank Mattias Hansen Alexander Granvald Michael Binder Robin Brown Reed Hearns Mikko Vähä-Vahe Raphael Möri Fabian Lanzlinger Maurin Rüegg |
| Gruppenphase     | Schweiz 0:17 (0:6, 0:7, 0:4) Schweden 0:20 (0:9, 0:5, 0:6) |
| Halbfinale       | ausgeschieden |
| Spiel um Platz 5 | Polen 4:1 (2:1, 0:0, 2:0) |
| Platzierung      | 5 |

### Wasserski
| Athleten           | Wettbewerb          | Qualifikation | Qualifikation | Finale        | Finale        | Rang                     | Rang                     | Rang          | Rang          | Rang          |
| Athleten           | Wettbewerb          | Ergebnis      | Rang          | Ergebnis      | Rang          | Rang                     | Rang                     | Rang          | Rang          | Rang          |
| ------------------ | ------------------- | ------------- | ------------- | ------------- | ------------- | ------------------------ | ------------------------ | ------------- | ------------- | ------------- |
| Frauen             |                     |               |               |               |               |                          |                          |               |               |               |
| Samantha Dumala    | Slalom              | 0,00/55/18,25 | 7             | 4,00/55/12,00 | 5             | 5                        | 5                        | 5             | 5             | 5             |
| Brittany Greenwood | Sprung              | 42,70 m       | 5             | 40,0 m        | 6             | 6                        | 6                        | 6             | 6             | 6             |
| Anna Gay           | Trickfahren         | 9.020         | 1             | 7.850         | 4             | 4                        | 4                        | 4             | 4             | 4             |
| Männer             |                     |               |               |               |               |                          |                          |               |               |               |
| Adam Pickos        | Trickfahren         | 4.190         | 10            | ausgeschieden | ausgeschieden | ausgeschieden            | ausgeschieden            | ausgeschieden | ausgeschieden | ausgeschieden |
| Athleten           | Wettbewerb          | Viertelfinale | Viertelfinale | Halbfinale    | Halbfinale    | Letzte Chance Halbfinale | Letzte Chance Halbfinale | Finale        | Finale        | Rang          |
| Athleten           | Wettbewerb          | Ergebnis      | Rang          | Ergebnis      | Rang          | Ergebnis                 | Rang                     | Ergebnis      | Rang          | Rang          |
| Frauen             |                     |               |               |               |               |                          |                          |               |               |               |
| Erika Lang         | Wakeboard Freestyle | –             | –             | 53,11         | 2             | –                        | –                        | 65,44         | 2             | Silber        |
| Nicola Butler      | Wakeboard Freestyle | –             | –             | 45,56         | 3             | 53,78                    | 1                        | 66,78         | 1             | Gold          |
| Männer             |                     |               |               |               |               |                          |                          |               |               |               |
| Dan Powers         | Wakeboard Freestyle | 46,56         | 5             | 53,56         | 7             | –                        | –                        | ausgeschieden | ausgeschieden | ausgeschieden |